# Новотроїцька селищна рада (Волноваський район)
Новотро́їцька се́лищна ра́да — адміністративно-територіальна одиниця та орган місцевого самоврядування в Волноваському районі Донецької області. Адміністративний центр — селище міського типу Новотроїцьке.

## Загальні відомості
- Населення ради: 7 093 особи (станом на 1 січня 2011 року)

## Населені пункти
Селищній раді підпорядковані населені пункти:
- смт Новотроїцьке

## Склад ради
Рада складається з 30 депутатів та голови.
- Голова ради: Ворожбит Олександр Григорович
- Секретар ради: Веліказов Леонід Васильович

### Керівний склад попередніх скликань
| Прізвище, ім'я, по батькові   | Основні відомості                                                        | Дата обрання | Дата звільнення |
| ----------------------------- | ------------------------------------------------------------------------ | ------------ | --------------- |
| Олійник Володимир Вікторович  | Селищний голова, 1961 року народження, член Партії регіонів              | 26.03.2006   | 21.04.2009      |
| Ворожбіт Олександр Григорович | Селищний голова, 1959 року народження, член Партії регіонів              | 20.06.2010   | 31.10.2010      |
| Ворожбит Олександр Григорович | Селищний голова, 1959 року народження, освіта вища, член Партії регіонів | 31.10.2010   |                 |

Примітка: таблиця складена за даними сайту Верховної Ради України

### Депутати
За результатами місцевих виборів 2010 року депутатами ради стали:

#### За суб'єктами висування
| Суб'єкт висування | Кількість обраних депутатів | %  |
| ----------------- | --------------------------- | -- |
| Партія регіонів   | 24                          | 80 |
| Самовисування     | 6                           | 20 |

#### За округами
| № округу        | Прізвище, ім'я, по батькові      | Дата визнання обраним | Освіта  | Партійна приналежність                        | Відомості про обраного депутата                                            |
| --------------- | -------------------------------- | --------------------- | ------- | --------------------------------------------- | -------------------------------------------------------------------------- |
| Партія регіонів |                                  |                       |         |                                               |                                                                            |
| 1               | Ольховська Людмила Петрівна      | 04.11.2010            | вища    | член Партії регіонів                          | Новотроїцька міська лікарня, завідувачка терапевтичного відділення         |
| 2               | Дудка Тетяна Олександрівна       | 04.11.2010            | вища    | позапартійна                                  | загальноосвітня школа № 4 смт Новотроїцьке, вчитель                        |
| 3               | Чех Віктор Миколайович           | 04.11.2010            | вища    | член Партії регіонів                          | ВАТ «Новотроїцьке рудоуправління», головний інженер ДЗФ                    |
| 4               | Деремешко Галина Олексіївна      | 04.11.2010            | вища    | член Партії регіонів                          | Новотроїцька ВШ—інтернат, директор                                         |
| 6               | Теребов Олег Валерійович         | 04.11.2010            | середня | позапартійний                                 | ВАТ «Новотроїцьке рудоуправління», майстер по ремонту обладнання           |
| 7               | Ольховський Віктор Володимирович | 04.11.2010            | середня | член Партії регіонів                          | ВАТ «Новотроїцьке рудоуправління», гірничий майстер                        |
| 9               | Сагайбінська Олена Альбертівна   | 04.11.2010            | середня | член Партії регіонів                          | Новотроїцька міська лікарня, фельдшер ШМД                                  |
| 10              | Жилкіна Людмила Сергіївна        | 04.11.2010            | середня | член Партії регіонів                          | ВАТ «Новотроїцьке рудоуправління», поїзний диспетчер                       |
| 11              | Іванов Валерій Федорович         | 04.11.2010            | вища    | член Партії регіонів                          | Новотроїцька загальноосвітня школа № 4, директор                           |
| 12              | Макарова Людмила Романівна       | 04.11.2010            | вища    | член Партії регіонів                          | ДКП Новотроїцьке домоуправління, майстер                                   |
| 14              | Косарєв Костянтин Михайлович     | 04.11.2010            | середня | позапартійний                                 | ВАТ «Новотроїцьке рудоуправління», вантажник ЖДЦ                           |
| 15              | Ліскун Віктор Семенович          | 04.11.2010            | середня | член Партії регіонів                          | Донецькі західні електричні мережі, електромонтер                          |
| 16              | Тарасенко Анатолій Васильович    | 04.11.2010            | середня | член Партії регіонів                          | ВАТ «Новотроїцьке рудоуправління» ГТЦ № 1, водій                           |
| 17              | Кропивка Ганна Павлівна          | 04.11.2010            | середня | член Партії регіонів                          | ВАТ «Новотроїцьке рудоуправління», завідувачка канцелярії та господарством |
| 18              | Сушко Наталя Орестівна           | 04.11.2010            | вища    | член Партії регіонів                          | ясла-сад № 20 смт Новотроїцьке, завідувачка                                |
| 19              | Лаврищева Лілія Олексіївна       | 04.11.2010            | середня | член Партії регіонів                          | Приватне підприємство «Пасічна», продавець                                 |
| 20              | Буркаль Людмила Василівна        | 04.11.2010            | вища    | член Партії регіонів                          | ВАТ «Новотроїцьке рудоуправління», директор по ОП і ПБ                     |
| 21              | Харченко Любов Миколаївна        | 04.11.2010            | середня | член Партії регіонів                          | приватний підприємець                                                      |
| 23              | Цепляєва Олена Іванівна          | 04.11.2010            | вища    | член Партії регіонів                          | Новотроїцька селищна рада, секретар                                        |
| 24              | Руденька Марія Леонідівна        | 04.11.2010            | середня | член Партії регіонів                          | ВАТ «Новотроїцьке рудоуправління», чергова поста                           |
| 27              | Федоренко Володимир Іванович     | 04.11.2010            | середня | член Партії регіонів                          | ВАТ «Новотроїцьке рудоуправління», начальник автошколи                     |
| 28              | Канарський Анатолій Вікторович   | 04.11.2010            | вища    | член Партії регіонів                          | ВАТ «Новотроїцьке рудоуправління», машиніст бульдозера                     |
| 29              | Мошковський Дмитро Леонідович    | 04.11.2010            | вища    | член Партії регіонів                          | ТОВ «Парадель» МЛТД, директор груп АЗС                                     |
| 30              | Веліказов Леонід Васильович      | 04.11.2010            | вища    | член Партії регіонів                          | Новотроїцька загальноосвітня школа № 2, заступник директора                |
| Самовисування   |                                  |                       |         |                                               |                                                                            |
| 5               | Лисенко Надія Григорівна         | 25.12.2011            | вища    | позапартійна                                  | , пенсіонер                                                                |
| 8               | Гаєвий Володимир Анатолійович    | 04.11.2010            | середня | позапартійний                                 | приватний підприємець                                                      |
| 13              | Шнейдер Ольга Іванівна           | 04.11.2010            | середня | член Всеукраїнського об'єднання «Батьківщина» | Новотроїцька міська лікарня, медична сестра                                |
| 22              | Котлярова Тетяна Василівна       | 04.11.2010            | середня | позапартійна                                  | Новотроїцька загальноосвітня школа № 2, вчитель                            |
| 25              | Буркаль Михайло Олександрович    | 04.11.2010            | вища    | позапартійний                                 | Докучаєвський флюсо-дололмітний комбінат, робітниця                        |
| 26              | Коцупій Володимир Олексійович    | 04.11.2010            | середня | позапартійний                                 | приватний підприємець                                                      |